# Rhyacophila dorsalis
Rhyacophila dorsalis är en nattsländeart som först beskrevs av Curtis 1834.  Rhyacophila dorsalis ingår i släktet Rhyacophila och familjen rovnattsländor.

## Underarter
Arten delas in i följande underarter:
- R. d. acutidens
- R. d. subacutidens